# STS–39
Az STS–39 jelű küldetés az amerikai űrrepülőgép-program 40., a Discovery űrrepülőgép 12. repülése.

## Küldetés
Az Amerikai Védelmi Minisztérium (DoD) megbízásából indított Space Shuttle repülés.

## Jellemzői
A beépített kanadai Canadarm (RMS) manipulátor kart 50 méter kinyúlást biztosított (műholdak indítás/elfogása, külső munkák [kutatás, szerelések], hővédőpajzs külső ellenőrzése) a műszaki szolgálat teljesítéséhez.

#### Első nap
Eredetileg 1991. március 9-én kellett indulnia, de technikai okok miatt csak április 28-án a szilárd hajtóanyagú gyorsítórakéták, Solid Rocket Booster(SRB) segítségével Floridából, a Cape Canaveral (KSC) Kennedy Űrközpontból, a LC39–A (LC–Launch Complex) jelű indítóállványról emelkedett a magasba. Az orbitális pályája 89,6 perces, 57 fokos hajlásszögű, elliptikus pálya perigeuma 248 kilométer, az apogeuma 263 kilométer volt. Felszálló tömeg indításkor 112 207 kilogramm, leszálló tömeg 95 846 kilogramm. Szállított hasznos teher 9337 kilogramm

## Hasznos teher
A legénység két csapatra osztva 12 órás váltásokban, éjjel-nappal végezte feladatát. Az 57 fokos hajlásszög lehetővé tette, hogy az űrhajósok a Föld hatalmas területeit megfigyelhessék (felderítés, erőforrás kutatás).
1. Air Force Program (AFP) AFP–675 – hat program mellett antenna szerelési gyakorlat. Vevő antenna, a Földről érkező információkat magnószalagra rögzítette.
2. Multi-Purpose Release Canister (MPEC) – speciális kísérletek végzése,
3. Cloud Logic to Optimize Use of Defense Systems-IA (CLOUDS-I) – a munkafolyamatok optimalizálását segítő program,
4. Radiation Monitoring Equip- ment III (RME III) – sugárvédelmi ellenőrző berendezés
5. Shuttle Pallet Satellite-II (SPAS-II) – meghatározott kísérletek végzése,
6. Critical Ionization Velocity (CIV) – a küldetés kritikus ionizációs mértékének meghatározása,

### Műhold
A tehertérben rögzített űreszközöket, műholdat a Canadarm (RMS) manipulátor kar segítségével pályairányba állították. Az USA 70 műhold pályairányba állítását követően az űrrepülőgép 13-16 kilométerre eltávolodott.

#### IBSS
Infrared Background Signature Survey (IBSS) – többcélú műhold, infravörös háttér jelerősség (rakétahajtóművek) mérése ellenséges földi környezetben. A telepítés a fedélzeten végzett egyik kísérlet elhúzódása miatt egy napot késett. Telepítést követően (május 1-jén) az űrrepülőgép 9,75 kilométerre eltávolodott az űreszköztől.
Gyártotta: MBB (Németország). Üzemeltető: US Air Force (USAF), (Washington).
Megnevezések: IBSS (1991-031A); Shuttle Palet Autonomous Satellite (SPAS–2–01). Kódszáma: SSC 21244.
Alakja henger alakú, szabálytalan prizma (hossza 3 méter, szélessége 1,8 méter). Fel volt szerelve egy önmagát stabilizáló rendszerrel, mozgását sűrített nitrogéngáz fúvókák biztosították. Energia ellátását NiCd (kémiai) akkumulátorok biztosították. Az orbitális egység pályája 89,47 perces, 56,99 fok hajlásszögű, elliptikus pálya perigeuma 242 kilométer, az apogeuma 257 km volt. Tömege 1901 kilogramm. A űrrepülés végeztével május 5-én Canadarm (RMS) segítségével visszanyerték, hogy a földi bázison kiértékelhessék a rögzített eredményeket.
A fedélzeti eszközei:
1. két érzékeny televíziós kamera;
2. két szkenner a felvételek továbbítására,
3. az infravörös érzékelők 300 liter folyékony héliummal hűtve;
4. komplex hűtés nélküli érzékelők:
  1. nyolc ultraibolya sugárzás érzékelő;
  2. kettő látható fény érzékelő;
  3. kettő infravörös érzékelő;
  4. spektrométer.

#### USA 70
Üzemeltető: US Air Force (USAF), (Washington).
A titkos katonai műhold (technológiai fejlesztés, kísérleti eszköz), pályairányba helyezve május 6-án. Megnevezések: USA 70 (1991-031C); Multi-Purpose Experiment Canister (MPEC); Space Test Program (STP–1). Kódszáma: SSC 21262.
Az orbitális egység pályája 89,68 perces, 56,99 fok hajlásszögű, elliptikus pálya perigeuma 253 kilométer, az apogeuma 268 km volt.
Előző műhold USA 69 (1991-017A), következő műhold USA 71 (1991-047A).

#### CRO–A
A katonai kutatás keretében készített automatikus technológiai laboratórium a Chemical Release Observation (CRO). Kémiai anyagok és a felső légrétegek egymásra hatását, viselkedését vizsgálta. Alkalmazott üzemanyag 27,2 kilogramm monometil-hidrazin (CH3NH.NH2) volt. A kísérletet május 3-án végezték.
Gyártotta: Defense System Inc. (DSI). Üzemeltető: Los Alamos National Laboratory (LANL). Megnevezése: CRO–A (1991-031F). Kódszáma: SSC 21247.
Az űreszköz hengeres alakú, átmérője 0,7 méter, magassága 1,1 méter. Aerodinamikai stabilizátorral van ellátva. Tömege: 80 kilogramm. Számítógéppel, érzékelőkkel volt ellátva, Critical Ionization Velocity (CIV). Segítette a rakétavédelmi rendszer felderítő eszközeinek kalibrálását. Május 13-án 15 napos kísérleti programját befejezve belépett a légkörbe és megsemmisült.

#### CRO–B
Szolgálata, technikai adatai megegyeznek a CRO–A pontban rögzítettekkel. Megnevezése: CRO–B (1991-031E). Kódszáma: SSC 21246.
Alkalmazott üzemanyag 23,6 kilogramm aszimmetrikus dimetil-hidrazin [UDMH, (CH 3) 2N.NH2)] volt. A kísérletet május 2-án végezték. Május 12-én 14 napos kísérleti programját befejezve belépett a légkörbe és megsemmisült.

#### CRO–C
Szolgálata, technikai adatai megegyeznek a CRO–A pontban rögzítettekkel. Megnevezése: CRO–C (1991-031D). Kódszáma: SSC 21245.
Az alkalmazott üzemanyag 6,8 kilogramm dinitrogén-tetroxid (N2O4) volt. A kísérletet május 1-jén végezték. Május 14-én 16 napos kísérleti programját befejezve belépett a légkörbe és megsemmisült.

#### Nyolcadik nap
1991. május 6-án az Edwards légitámaszponton (AFB) meglévő viharos széllökések miatt átirányították a Kennedy Űrközpontra (KSC), kiinduló bázisán szállt le. Összesen 8 napot, 7 órát, 22 percet töltött a világűrben. 5 584 423 kilométert repült, 134 alkalommal kerülte meg a Földet.

## Személyzet
(zárójelben a repülések száma az STS–39 küldetéssel együtt)
- Michael Coats (3), parancsnok
- Blaine Hammond (1), pilóta
- Guion Bluford (3), küldetésfelelős
- Gregory Harbaugh (1), küldetésfelelős
- Richard Hieb (1), küldetésfelelős
- Donald McMonagle (1), küldetésfelelős
- Charles Veach (1), küldetésfelelős

### Visszatérő személyzet
- Michael Lloyd Coats (3), parancsnok
- Blaine Hammond (1), pilóta
- Guion Bluford (3), küldetésfelelős
- Gregory Harbaugh (1), küldetésfelelős
- Richard Hieb (1), küldetésfelelős
- Donald McMonagle (1), küldetésfelelős
- Charles Veach (1), küldetésfelelős